# Roodbuikdwergarend
De roodbuikdwergarend (Lophotriorchis kienerii, ook wel Hieraaetus kienerii) is een roofvogel die van nature voorkomt in Zuid-Azië en Zuidoost-Azië. Deze vogel is genoemd naar de Franse zoöloog Louis Charles Kiener (1799-1881).

## Algemeen
De roodbuikdwergarend (Lophotriorchis kienerii) is een dwergarend van gemiddelde grootte. De geslachten lijken sterk op elkaar.
Een volwassen exemplaar van L. k. formosus heeft een zwartachtige bovenzijde en kuif. De staart is van boven donkerbruin met vage zwarte banden. Aan de onderkant is de staart witachtig met vage zwarte strepen en een brede zwarte band aan het einde. De zijkanten van het gezicht zijn gestreept roodachtigbruin en zwart. De vluchtveren zijn aan de onderzijde witachtig en gestreept tot bijna volledig zwart richting de zijkant. De onderzijde van de vleugels zijn roodbruin met zwarte strepen. De keel en bovenkant van de borst zijn wit. De onderkant van de borst, de veren op de romp en de onderzijde van de staart zijn eveneens donkerrood. De borst heeft zwarte strepen. Op de flanken zit een zwarte plek. Een juveniel heeft een donkerbruine bovenkant en kuif. Het voorhoofd en nek zijn gestippeld wit met bruin. Het gezicht is zwart. De onderkant van de jonge roodbuikdwergarend is wit. De snavel van de roodbuikdwergarend is donkergrijs, de ogen donkerbruin en de poten zijn geel.
Deze soort wordt inclusief staart 45,5 centimeter, heeft een vleugellengte van 33 centimeter en een spanwijdte van 102 centimeter. Het vrouwtje is over het algemeen groter dan het mannetje.

## Ondersoorten, verspreiding en leefgebied
Van de roodbuikdwergarend zijn twee ondersoorten bekend:
- L. k. formosus: Myanmar door zuidoostelijk Azië, de Soenda-eilanden, de Filipijnen en Sulawesi.
- L. k. kienerii: zuidelijk Himalaya, westelijk India en Sri Lanka.

De roodbuikdwergarend komt voor tropische vochtige regenwouden.

## Voortplanting
Het nest van de roodbuikdwergarend wordt gemaakt van takjes en kan een doorsnede van ongeveer 1,2 meter hebben. De nesten worden op een hoogte van 25 tot 30 meter gebouwd. Er wordt per keer maar een enkel ei gelegd.